# Flying Nun Records
Flying Nun Records — новозеландский независимый звукозаписывающий лейбл, основанный в 1981 году владельцем музыкального магазина Робертом Шефердом. Специализовался на постпанке, новозеландском дженгл-попе (известном как Dunedin Sound), раннем альтернативном роке; к числу групп, которые издавались на Flying Nun, принадлежат The Clean, The Chills, The Verlaines, Tall Dwarfs, The Bats, Sneaky Feelings, The Dead C и другие влиятельные новозеландские инди-проекты.
В 1999 году Мэтью Баннистер из Sneaky Feelings написал автобиографическую книгу Positively George Street: A Personal History of the Sneaky Feelings and the Dunedin Sound, в которой значительное внимание уделяется истории Flying Nun.
В 1990 году австралийская звукозаписывающая компания Festival Records выкупила пятьдесят процентов акций Flying Nun; в 2000 году Festival Records слилась с Mushroom Records, а в 2006 году Warner Music Group полностью выкупила Mushroom Records, таким образом, Flying Nun перешла под ведомство Warner Bros. В 2009 году сообщество энтузиастов при участии Роберта Шеферда и популярного певца Нила Финна выкупило Flying Nun обратно «за большие деньги, чем продали».
В 2013 году американский инди-лейбл Captured Tracks объявил о грядущем переиздании каталога Flying Nun.

## Список исполнителей
- Able Tasmans
- The Axemen
- Badd Energy
- Bailter Space
- The Bats
- Betchadupa
- The Bilders
- Bird Nest Roys
- The Chills
- The Clean
- Crude
- The D4
- The Dead C
- Die! Die! Die!
- The Expendables
- Fazerdaze
- From Scratch
- Alastair Galbraith
- Garageland
- Gerling
- Ghost Club
- The Gordons
- Grayson Gilmour
- The Great Unwashed
- HDU
- Headless Chickens
- Jean-Paul Sartre Experience
- David Kilgour
- Chris Knox
- Love's Ugly Children
- Mainly Spaniards
- Marching Orders
- The Max Block
- The Mint Chicks
- Pan Am
- Pavement
- The Orange
- The Phoenix Foundation
- The Puddle
- The Renderers
- Scorched Earth Policy
- The Skeptics
- Snapper
- Sneaky Feelings
- The Stones
- Stephen
- Straitjacket Fits
- The Subliminals
- Tall Dwarfs
- The Terminals
- This Sporting Life
- 3Ds
- The Verlaines